# Adhiratha
Adhiratha é um personagem da mitologia hindu.
Um auriga e comandante militar. O padrasto de Karna, de acordo com alguns era rei de Anga, e de acordo com outros o auriga do rei Dhritarashtra, talvez fosse ambos. 